# Пожар в Бологовском кинематографе
Пожар в Бологовском кинематографе — трагедия, произошедшая в Прощёное воскресенье 20 февраля 1911 года в селе Бологое Новгородской губернии (ныне — город Тверской области).
Пожар произошёл в деревянном особняке начала XX века, в котором располагался клуб Бологовского вольно-пожарного общества. Здание сдавалось в аренду бологовскому купцу для использования в качестве кинотеатра. В день пожара перед киносеансом анонсировалось выступление известного московского актёра Давыдова, что вызвало большой спрос на билеты, которые продавались не только на сидячие места, но и на вход (стоячие места). Всего в зале было порядка 150 человек, большинство из которых стали жертвами трагедии.
Во время показа картины из-за неосторожного обращения с киноаппаратом вспыхнула кинолента. Основа из нитроцеллюлозы, на которой выпускалась киноплёнка тех лет, обладает взрывным характером горения даже без доступа кислорода. Огонь, мгновенно охвативший киноаппарат, перекинулся на декорации, охватив сцену. Быстрому распространению пожара способствовали взрывы ёмкостей с бензином, находившихся тут же.
Единственный выход из зрительного зала был к тому же наполовину перегорожен (с целью упрощения билетного контроля). Для того, чтобы выйти на улицу, зрителям было необходимо пройти через узкий и тёмный коридор, мимо буфета, кассы и гардероба. Окна были наглухо закрыты снаружи ставнями.
В пожаре погибло 64 человека, большинство из них (43 человека) — дети. Некоторые семьи погибли целиком. Часть спасшихся умерла в больнице от ожогов. Общее количество пострадавших составило 101 человек. Деревянное здание клуба сгорело полностью.
Событие широко освещалось в прессе, публикации о пожаре были во многих газетах и журналах Российской империи. На место трагедии выезжал «отец русского фоторепортажа» Карл Булла. Снимки пожарища печатались в журнале «Огонёк», а также выпускались в виде почтовых открыток. Общественный резонанс вынудил правительство издать первое в России постановление, запрещающее осуществлять кинопоказ лицам, не прошедшим специального обучения и не сдавшим экзамены, подтверждающие их квалификацию. Кроме того, были разработаны правила противопожарной безопасности для помещений, в которых разрешалась демонстрация кинофильмов.
В 1912 году по инициативе двух бологовцев-железнодорожников С. К. Мельникова и М. К. Ляхова, потерявших в огне пожара свои семьи, на средства местных жителей была сооружена часовня. Поминальная часовня — ротонда в память о погибших, построенная на месте пожара, была освящена в годовщину трагедии и сохранилась по сей день.